# Aonchotheca longifilla
Capillaria longifila, Pterothominx longifilla
Espèce
Synonymes
- Calodium longifilum Dujardin, 1845 (protonyme)
- Capillaria longifila (Dujardin, 1845)
- Pterothominx longifilla (Dujardin, 1845)
- Avesaonchotheca longifilla (Dujardin, 1845)

Aonchotheca longifilla est une espèce de nématodes de la famille des Capillariidae.

## Hôtes
Aonchotheca longifilla est un parasite intestinal d'oiseaux. Il a été signalé chez l'Accenteur mouchet (Prunella modularis), l'Alouette des champs (Alauda arvensis), le Canard branchu (Aix sponsa), la Caille des blés (Coturnix coturnix), le Rossignol calliope (Luscinia calliope camtschatkensis), le Garrulaxe du Morrison (Trochalopteron morrisonianum), la Sibia de Taïwan (Heterophasia auricularis), le Calao à bec rouge (Tockus erythrorhynchus), le Paroare huppé (Paroaria coronata), le Pipit spioncelle (Anthus spinoletta), la sous-espèce fennelli de l'Accenteur alpin (Prunella collaris), le Chocard à bec jaune (Pyrrhocorax graculus), la sous-espèce caesia de la Sittelle torchepot (Sitta europaea) et la Yuhina de Taïwan (Yuhina brunneiceps).

## Taxinomie
L'espèce est décrite en 1845 par le biologiste français Félix Dujardin, sous le protonyme Calodium longifilum, d'après un mâle trouvé dans l'intestin d'un Accenteur mouchet (Prunella modularis).

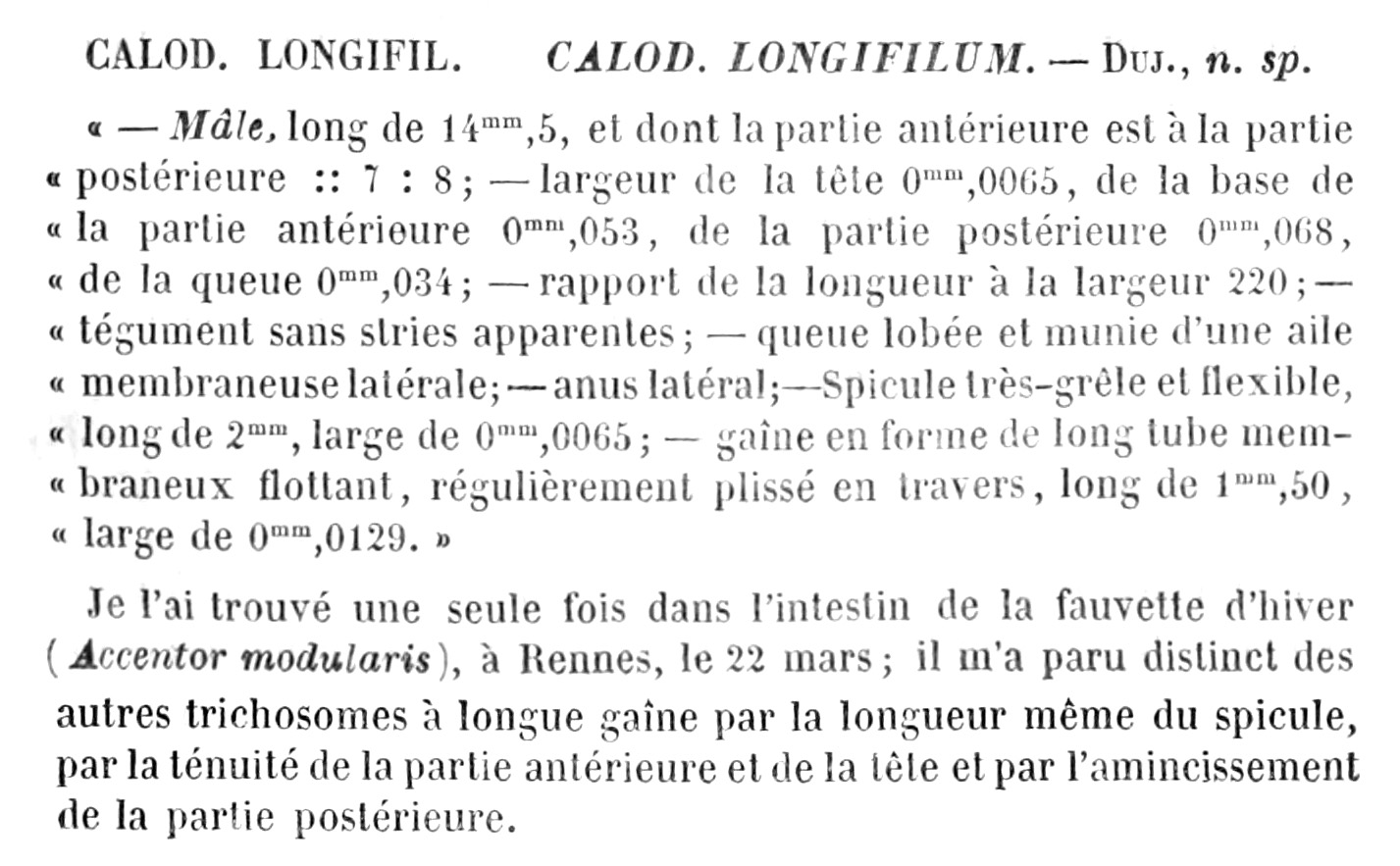
Diagnose originale de l'espèce.

L'espèce est placée dans le sous-genre Aonchotheca (Avesaonchotheca),.